# Funicular de Vladivostok
El funicular de Vladivostok (del ruso: «владивостокский фуникулёр») es un funicular en la ciudad de Vladivostok. Es el único funicular en el Extremo Oriente de Rusia. Está situado en la cuesta de la sopka Orlínaya, que da hacia la bahía de Zolotoi Rog.
La construcción del funicular comenzó en 1959 por iniciativa del entonces presidente soviético Nikita Jrushchov. Los vagones fueron fabricados en Leningrado (actual San Petersburgo), el equipo elevador en Donetsk. El funicular comenzó a funcionar en mayo de 1962.

## Galería

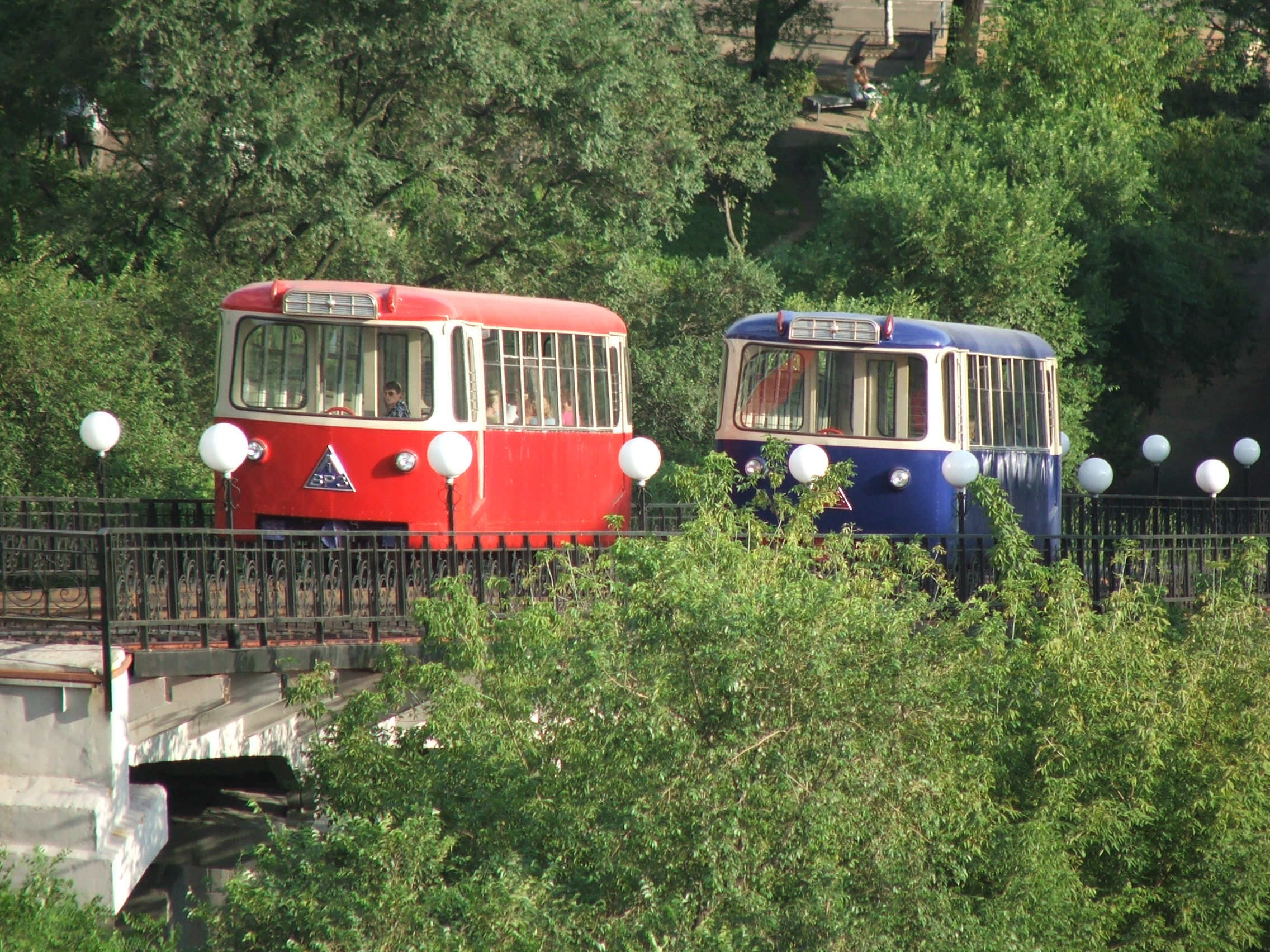
Vagones en vías de apartadero
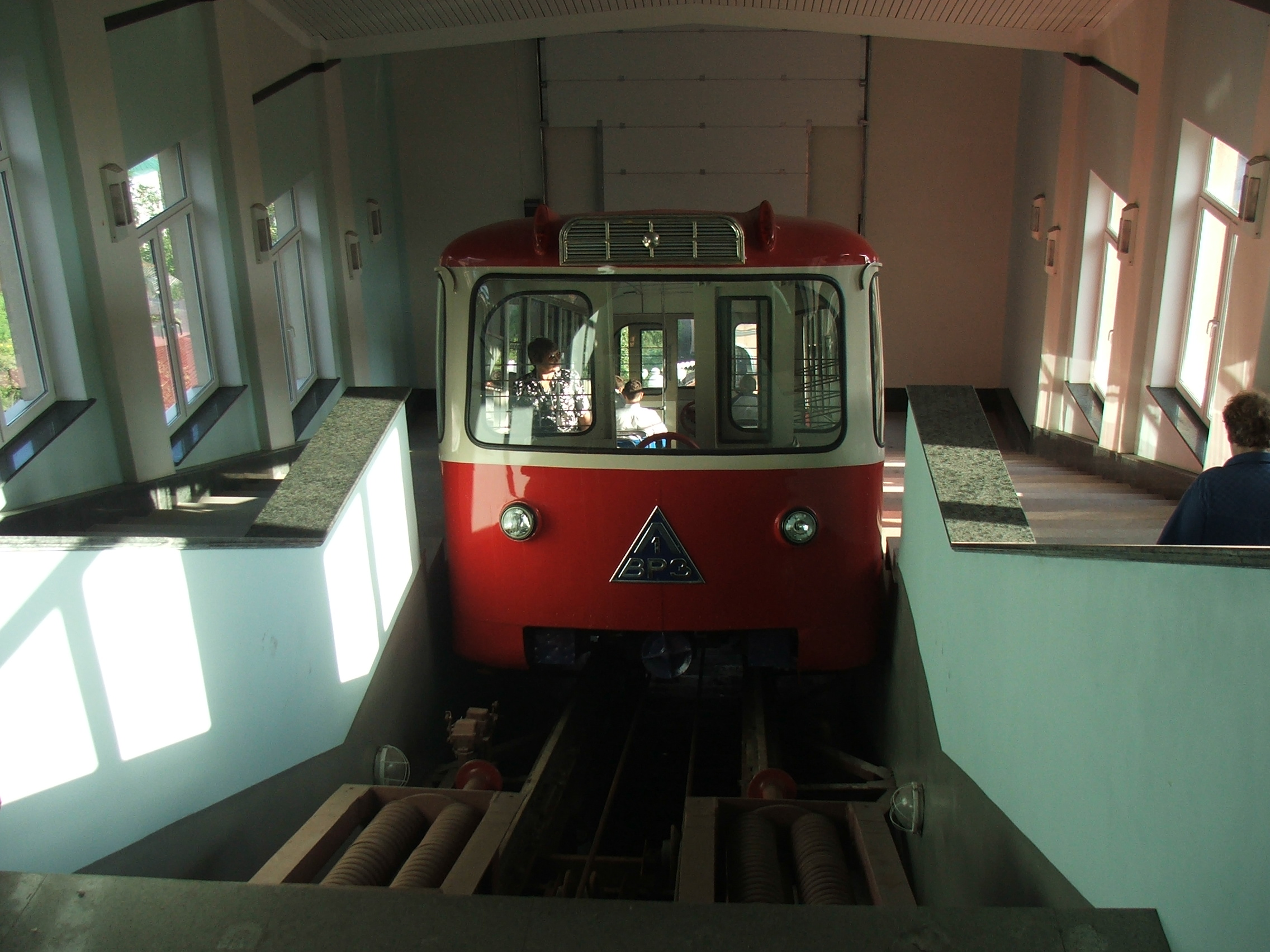
Vagón en la estación superior
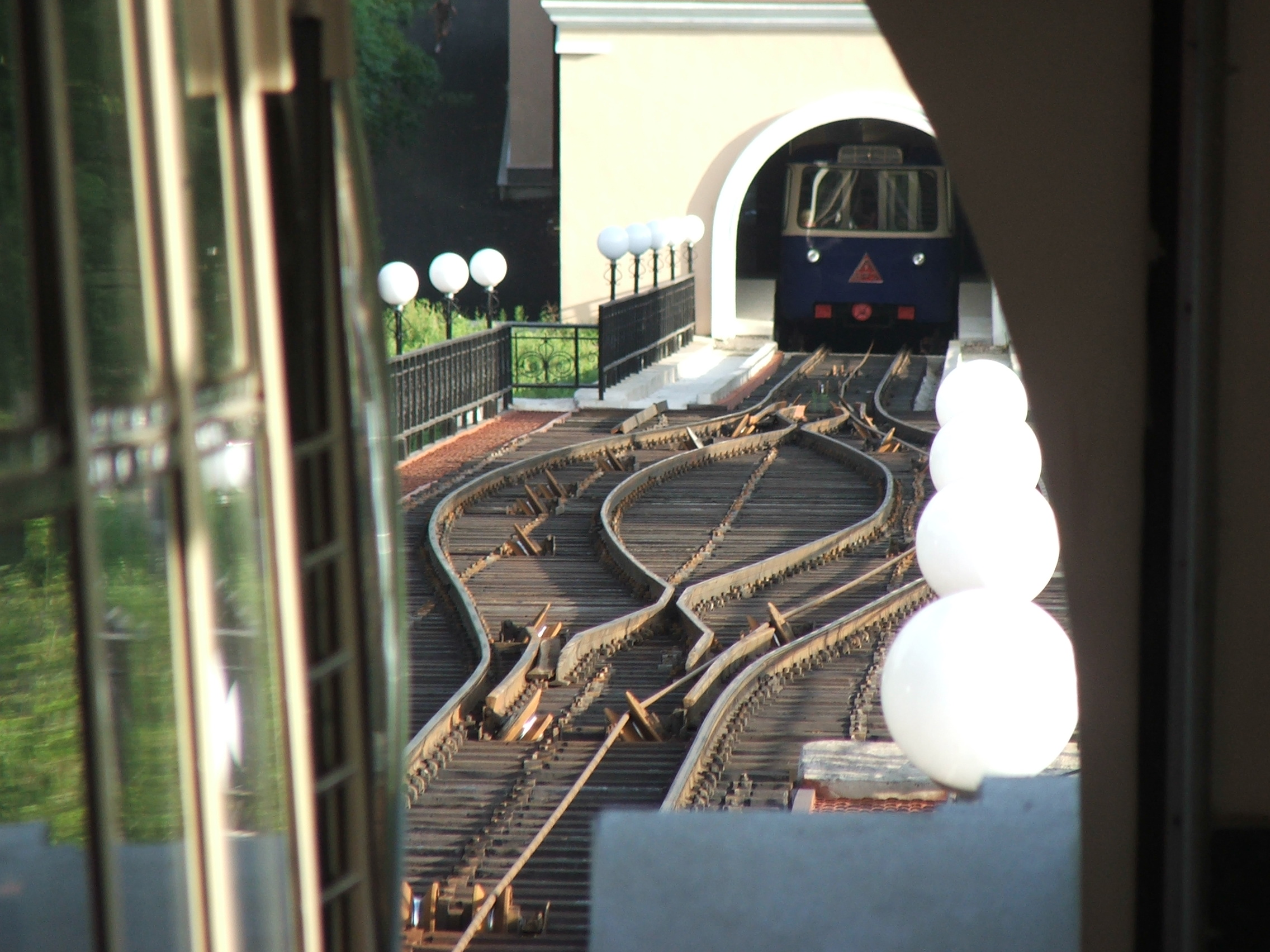
Vías de apartadero